# Charles Meryon

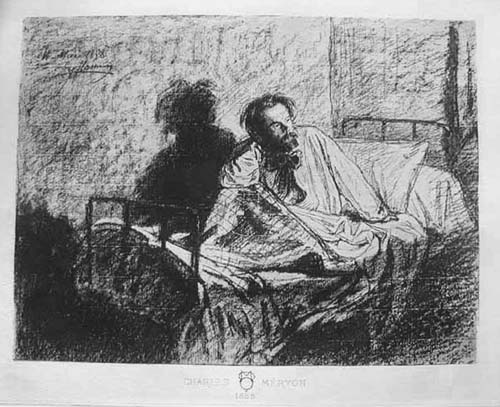
Ritratto di Charles Meryon eseguito da Léopold Flameng (1858)

Charles Meryon (Parigi, 23 novembre 1821 – Charenton-le-Pont, 14 febbraio 1868) è stato un incisore, pittore, disegnatore e poeta francese.

## Biografia

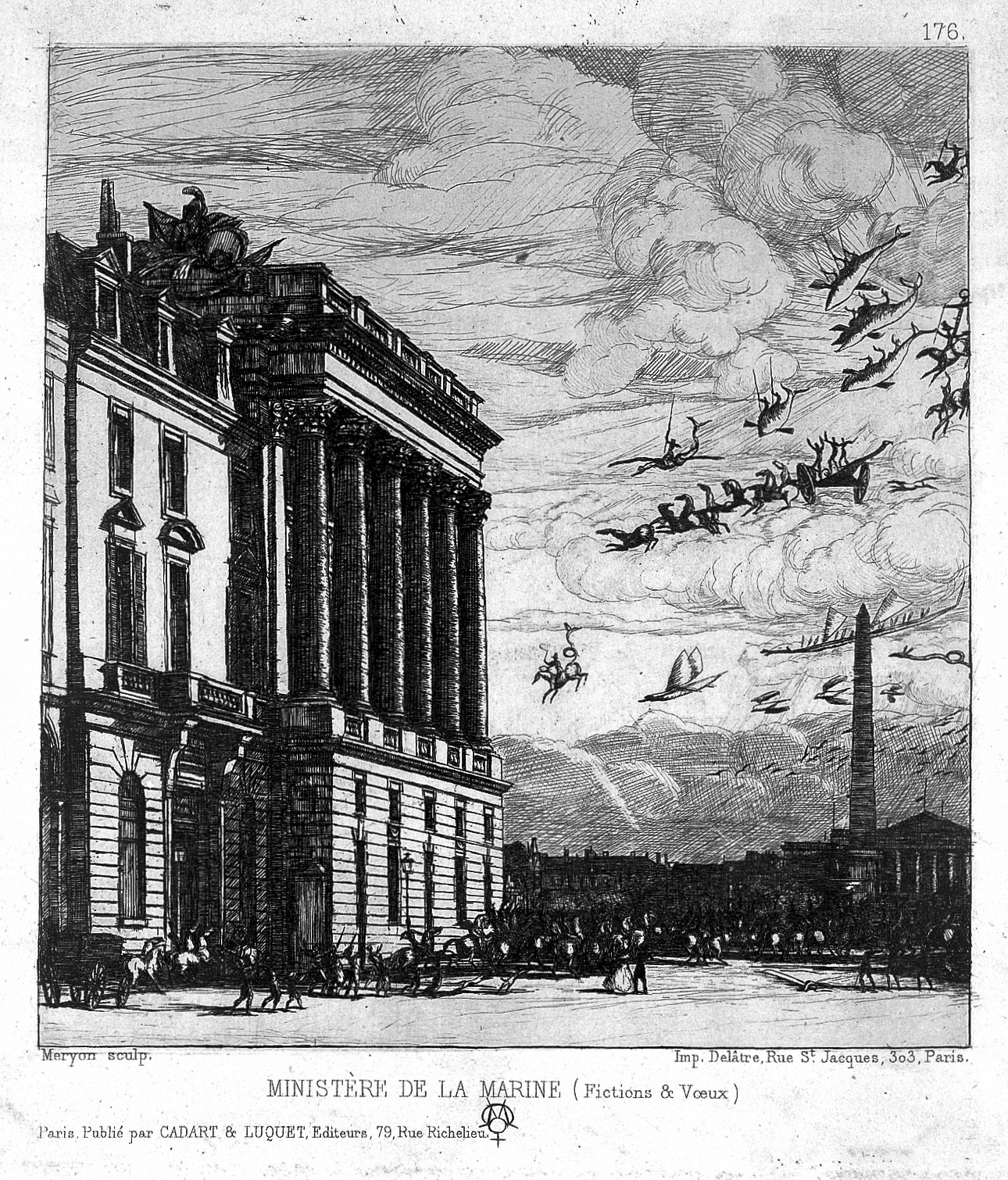
Ministero della Marina

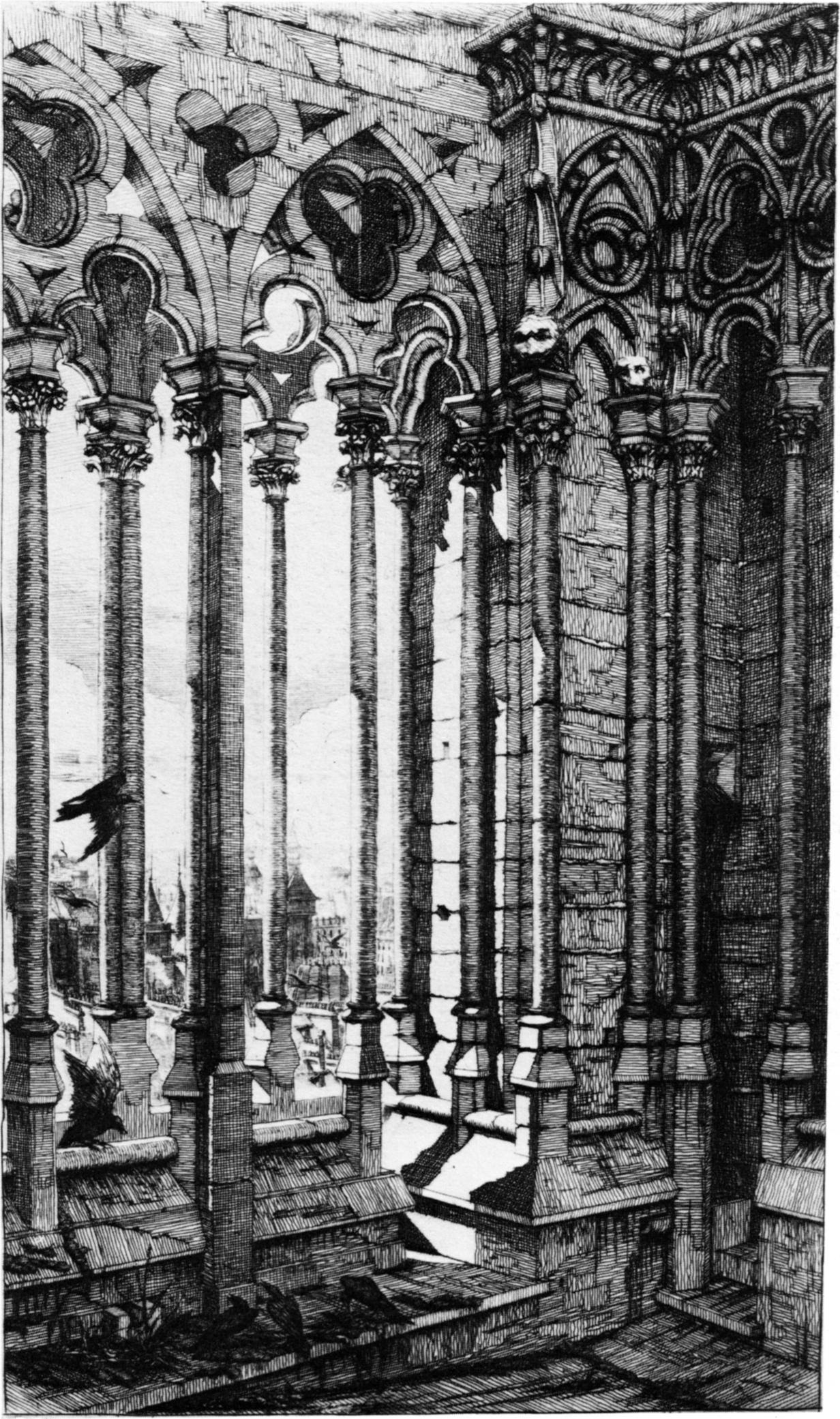
La Galleria di Notre-Dame (1853)

Figlio illegittimo del medico inglese Charles Lewis Meryon e di Narcisse Chaspoux, ballerina all'Opéra di Parigi, visse un'infanzia in povertà. Dopo una carriera come ufficiale di marina, studiò infatti alla Scuola navale di Brest dal 1837 al 1839, nel 1848 iniziò a dedicarsi esclusivamente all'incisione, ispirandosi ai ricordi dei suoi viaggi, principalmente in Oceania. Navigò dapprima nel Mediterraneo poi, nei primi anni '40 salpò per la base francese di Akaroa in Nuova Zelanda, rimanendo nel Sud Pacifico per parecchi anni e visitando vari porti, tra cui quello di Sydney e Valparaíso: di questo periodo restano varie centinaia di disegni. Studiò a Tolone presso Vincent Cordouan dal 1839 al 1841 e, dopo il suo ritorno in Francia dal Pacifico, presso Charles-Francois Phélippes, un allievo di Jacques-Louis David, nel 1846, ma abbandonò del tutto la pittura a causa di una grave forma di cecità ai colori. Apprese le tecniche d'incisione dall'acquafortista Eugène Bléry dal 1849 al 1850 ed eseguì copie dai maestri olandesi del XVII secolo, in particolare Zeeman, da cui realizzò le sue prime incisioni ("Eaux-fortes sur Paris", 1850-1855, 22 acqueforti) e Van de Velde. Al Salon del 1850 espose Le Petit Pont, appartenente proprio a questa serie. Nel 1857 eseguì una Veduta di San Francisco a partire da cinque dagherrotipi, commissionata con intento promozionale dall'azienda Pioche, Bayerque e Company che possedeva vasti immobili in loco, tra il 1860 e il 1863 incise delle Vedute dell'Oceania, tra cui Nouvelle Zélande e L'assassinat de Marion-Dufrêne dans la baie des Îles e copie di vedute di Parigi del XVII e del XVIII secolo (Il vecchio Louvre da un dipinto di Zeeman). Realizzò, inoltre, altre 72 tavole su Parigi, alcune pubblicate da L'Artiste (Tour de l'Horloge, Pompe Notre-Dame).
Eseguì principalmente architetture, marine, scene con soggetti ornitologici e anche alcuni ritratti. Le sue incisioni sono caratterizzate da un gioco rigoroso di linee intersecantesi, da una precisione degna d'un disegnatore navale, da un audace chiaroscuro con effetti drammatici e con fantasie romantiche e inquietanti, che gli meritarono l'ammirazione del poeta Charles Baudelaire. Solitamente incideva su rame, anche se a volte preferiva l'acciaio, come nel caso della sua Veduta di San Francisco.
Corredava, inoltre, le sue incisioni di didascalie in versi.
Ammalatosi di un disturbo mentale, fu internato presso l'ospizio di Charenton-le-Pont, dove morì il 14 febbraio 1868.

## Opere
- Eaux-fortes sur Paris, serie di 22 acqueforti, 1850-1855
- Veduta di San Francisco, incisione, 1857
- Ritratto di Benjamin Fillon, incisione, 1862[7]
- Vedute dell'Oceania, serie di incisioni